# Bahnhof Szczecin Główny

Der Bahnhof Szczecin Główny (bis 1945: Stettin Hauptbahnhof) ist der größte Personenbahnhof der pommerschen Stadt Stettin (Szczecin) im Nordwesten von Polen und Knotenpunkt ihres Eisenbahnverkehrs. Er liegt am Ufer der Oder im südlichen Zentrum der Stadt.

## Geschichte

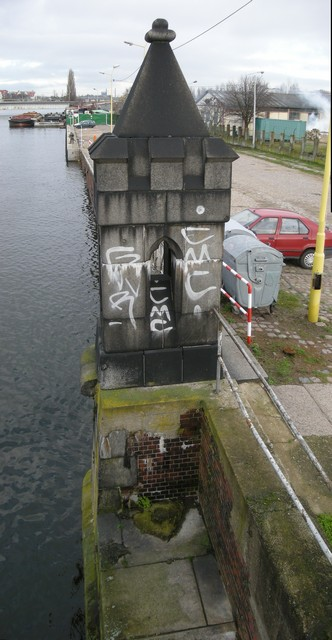
Reste der Brücke über den Oder-Nebenarm Parnitz im Zuge der bis 1869 bestehenden Streckenführung in Richtung Stargard

Am 15. August 1843 fuhr der erste Zug von Stettin nach Berlin. Der Bahnhof, ein Kopfbahnhof, lag südöstlich des Stadtkerns unmittelbar am Rand der Festungsanlagen. Am 1. Mai 1846 wurde die Strecke über die Oder in Richtung Stargard eröffnet, die 1848 weiter nach Posen verlängert wurde. Wegen der beengten Lage des Bahnhofs zwischen den Stettiner Festungsanlagen und der Oder war die Anbindung der Strecke nach Stargard umständlich: Sie überquerte die Oder auf einer Holzbrücke südlich des Bahnhofs, die nur umständlich über eine Sägefahrt erreichbar war. Von Stargard aus entstand 1859 eine Strecke nach Köslin, die 1870 bis Danzig verlängert wurde.
Der Bahnhof besaß eine hölzerne Halle zum Schutz der Reisenden.
1863 wurde Stettin mit einer Bahnstrecke nach Westen mit Pasewalk, Neubrandenburg, Güstrow und weiteren Städten in Richtung Hamburg verbunden. Die Strecke zweigte nicht im Bahnhof Stettin selbst ab, sondern im vorgelagerten Bahnhof Scheune (heute Szczecin Gumieńce).

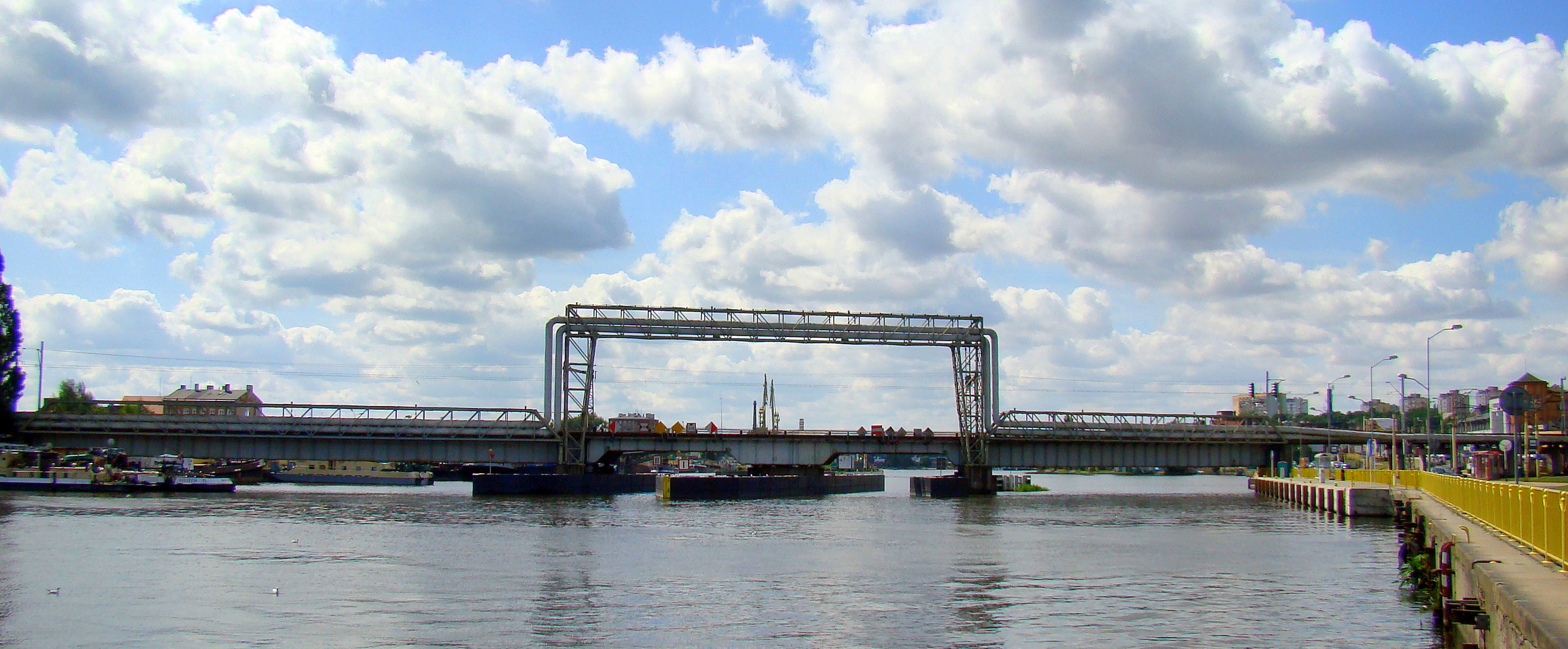
Oderbrücke in der Nähe des Bahnhofs (rechts im Hintergrund)

Schon bald geriet der Bahnhof an die Grenzen seiner Kapazität. Durch die Lage in der Nähe der Oder zur einen Seite und einem Hang auf der anderen Seite (ein Teil der ehemaligen Stadtbefestigung) waren die Anlagen kaum erweiterungsfähig. Die 1877 eröffnete Bahnstrecke Breslau–Stettin endete deswegen zunächst in einem eigenen Bahnhof, dem Breslauer Bahnhof, auf der rechten Oderseite.
Ebenfalls östlich der Oder wurde ab 1865 ein großer Güterbahnhof (heutiger Bereich des Bahnhofs Szczecin Port Centralny) gebaut, der den Hauptbahnhof entlastete, und die Anlagen des Hauptbahnhofs umgebaut. Dabei wurde ein betrieblicher Engpass beseitigt: Anstelle der alten Oderbrücke entstand eine neue Drehbrücke nordöstlich des Bahnhofs in direkter Verlängerung der Berliner Strecke. Wegen der beengten Raumsituation waren eine Reihe von Kunstbauten nötig. So wurde direkt an den Bahnhof angrenzend ein gemauertes Viadukt über die Zufahrtsstraße von der Stadt zum Bahnhof gebaut, bevor die Strecke nach einer engen Kurve die eigentliche Oderbrücke erreichte. Jenseits der Oder schloss sich erneut ein Viadukt über einige Straßen an. Weiter östlich entstand eine weitere Brücke über die Parnitz, einen Nebenarm der Oder. Östlich der Parnitz wurde der neue Güterbahnhof gebaut, durch den die Hauptgleise der Stargarder Strecke verliefen. Der alte Bahnhof diente nur noch dem Personenverkehr. Zwischen dem alten und dem neuen Bahnhof verlief die Strecke durch einen Blechtunnel, da wegen der Auflagen der Militärs in der Festungsstadt Stettin kein Bahndamm errichtet werden durfte. Im Bahnhof selbst wurden die niveaugleichen Übergänge durch niveaufreie ersetzt.
1882 ging eine Strecke in Richtung Gollnow in Betrieb, die bis 1901 bis Swinemünde verlängert wurde. Sie zweigte im Bahnhof Altdamm jenseits der Oder (heute Szczecin Dąbie) von der Strecke nach Stargard ab.

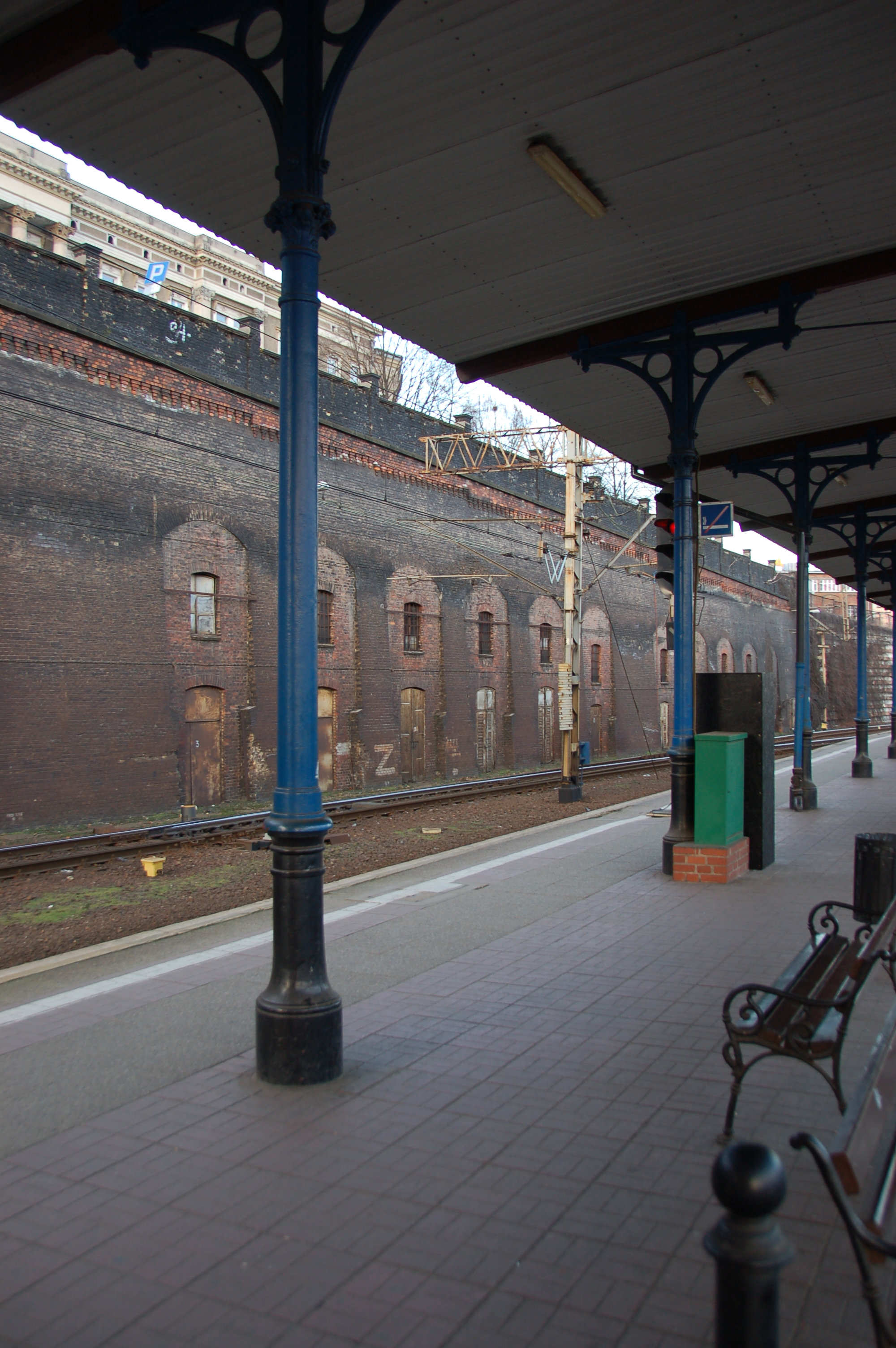
Historische Bahnsteigüberdachung mit Stützmauer der alten Befestigungsanlage der Stadt

 Seit 1886 wurden die Züge der Strecke aus Breslau ebenfalls in den Bahnhof geführt, der Breslauer Bahnhof diente noch weiterhin dem Güterverkehr. Am 15. März 1898 ging mit der Verbindung über Pölitz bis nach Jasenitz (Jasienica) eine weitere Strecke in Betrieb, die 1910 bis Ziegenort verlängert wurde. Diese Strecke zweigte südlich des Bahnhofs von der Berliner Strecke ab. Im Zuge des Baus der Strecke wurden die Gleisanlagen des Bahnhofs umgestaltet, an der begrenzten Kapazität änderte sich jedoch nicht viel. 1908 wurde der Bahnhof erneut umgestaltet, dabei die Brücken über die Oder und ihre Nebenarme erneuert und ein neues Empfangsgebäude gebaut. Die Gleissituation blieb dabei im Wesentlichen erhalten.

### 20. Jahrhundert
Im 20. Jahrhundert wurden verschiedene Ansätze zur Lösung der begrenzten Kapazität des Bahnhofs diskutiert. Mehrere Konzepte zur Verlegung des Bahnhofs oder zur Erweiterung der Anlagen wurden untersucht. Dazu gehörten Projekte wie der Bau großer Güterbahnhöfe im Südwesten (südlich von Scheune) und im Osten der Stadt vor und ein neuer zentraler Personenbahnhof im Bereich Torney westlich der Innenstadt.
Bereits 1923 waren 100 Millionen Mark für den Bau einer südlichen Umfahrung der Stadt mit einer neuen Oderbrücke genehmigt worden. Schließlich wurde in den 1930er Jahren die Güterverbindungsbahn Stettin gebaut, ein Halbring im Süden um die Stadt. Damit konnte der Güterverkehr in Ost-West-Richtung den Hauptbahnhof umfahren.
Ende des Zweiten Weltkrieges wurden eine Reihe von Bahnanlagen in Stettin zerstört. Das Gebiet um Stettin kam 1945 nach dem Potsdamer Abkommen zu Polen, der Bahnhof erhielt den Namen Szczecin Główny. Der Verkehr aus dem polnischen Kernland zum Hauptbahnhof verlief zunächst ausschließlich über die Güterverbindungsbahn. Erst 1948 wurden die Oderbrücke am Bahnhof und die Verbindung in Richtung Kostrzyn (Küstrin) wieder instand gesetzt. Die direkte Strecke nach Altdamm, nach 1945 Szczecin Dąbie, wurde dagegen nicht wieder aufgebaut.
Zwischen 1978 und 1983 wurden die Strecken zum Bahnhof elektrifiziert.

### 21. Jahrhundert

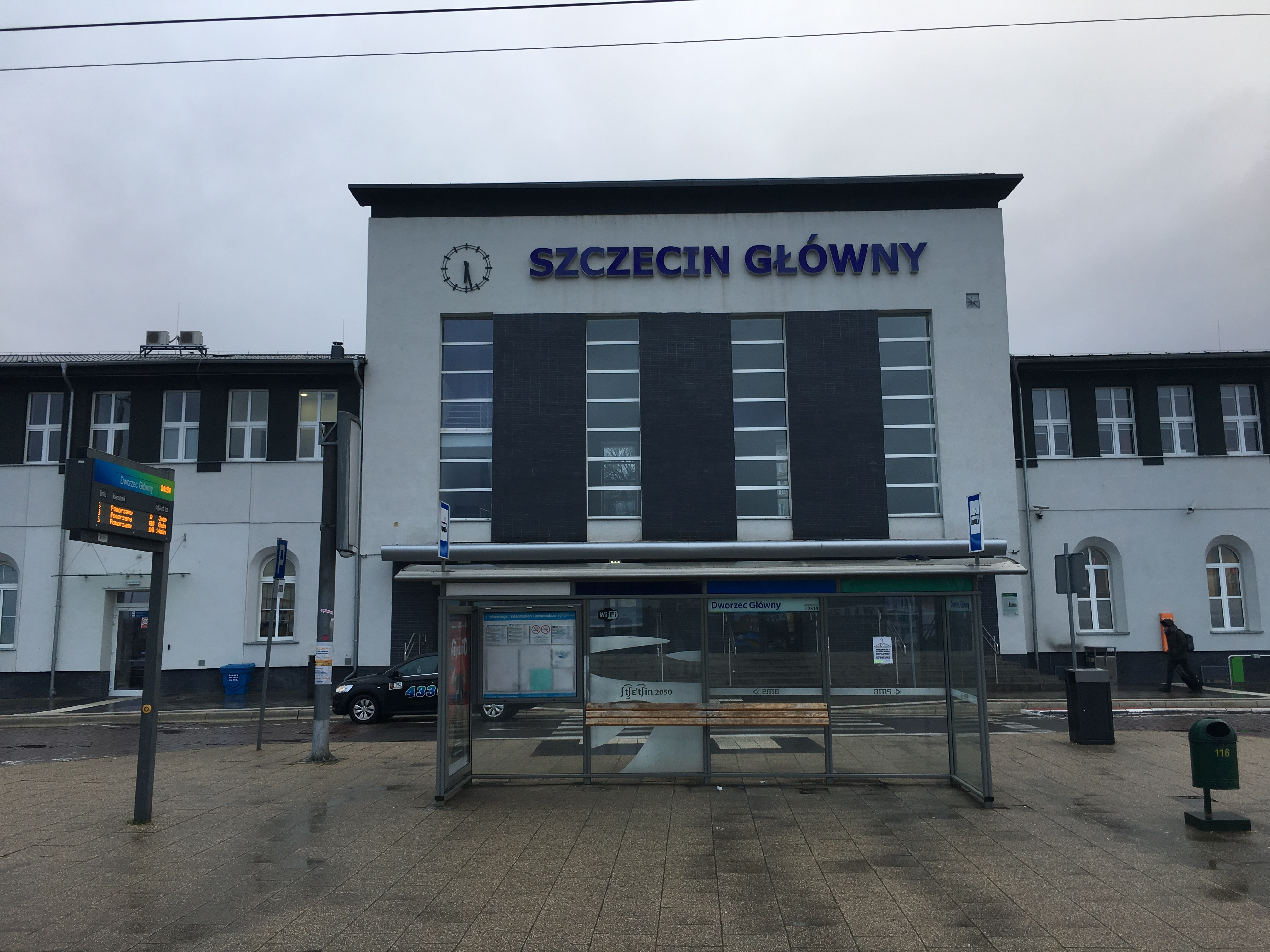
Bahnhofsgebäude vor dem Umbau

Nach vierjähriger Vorbereitungszeit wurde im Oktober 2014 mit dem Bau eines neuen Empfangsgebäudes begonnen. Nach anderthalb Jahren Bauzeit ging es am 29. April 2016 in Betrieb. Es schließt südlich an das alte Empfangsgebäude an und ist über eine neue Brücke mit dem zweiten und dem dritten Bahnsteig verbunden. Der vierte Bahnsteig kann weiterhin nur indirekt über einen der anderen Bahnsteige erreicht werden, oder direkt von den Straßen aus, sowohl der daneben gelegenen Ulica Krzysztofa Kolumba als auch der oberhalb gelegenen Ulica Stefana Czarnieckiego.
Das erste Gleis endet etwas südlich des Empfangsgebäudes, hier halten (2017) Züge von/nach Berlin. Damit liegt das zweite Gleis unmittelbar vor dem Empfangsgebäude. Eine große Anzeige in der Empfangshalle zeigt in gleicher Größe links die Ankünfte und daneben die Abfahrten an.

## Lage und Anlagen

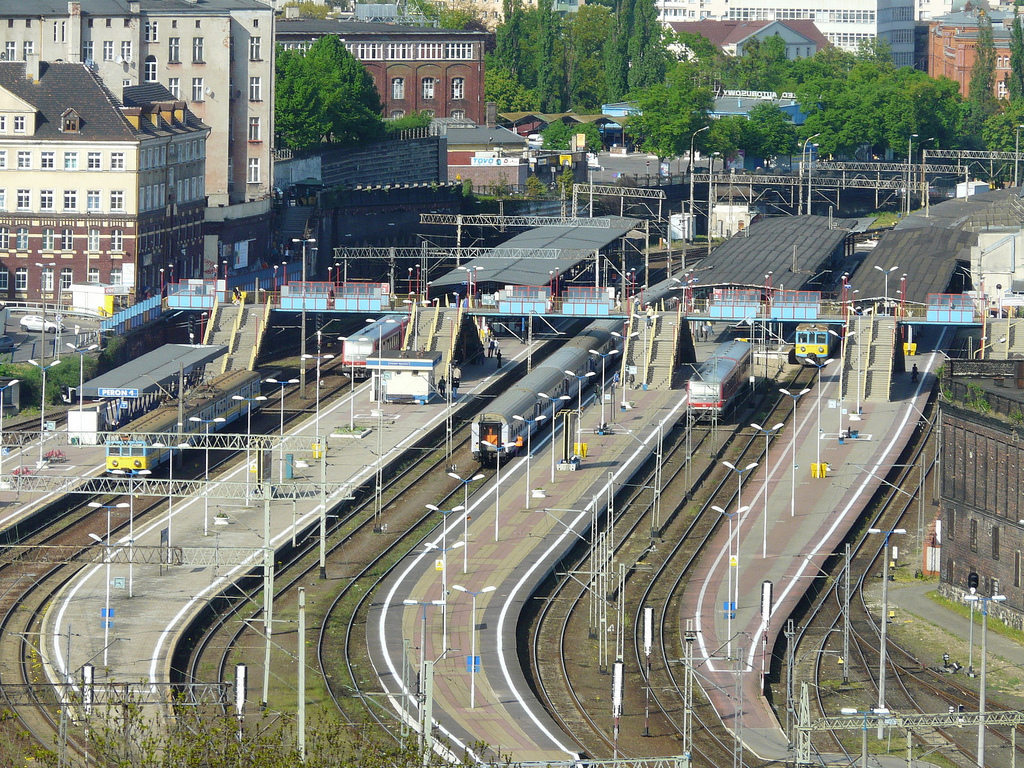
Bahnsteige vor Bau des neuen Empfangsgebäudes

Der Bahnhof liegt südöstlich des Zentrums der Stadt in der Nähe der Oder.
Er verfügt über vier Bahnsteige mit acht Bahnsteiggleisen. Das Empfangsgebäude liegt südöstlich der Bahnsteige zwischen den Gleisen und der Oder auf der stadtabgewandten Seite der Gleise. Die Bahnsteige sind durch eine Brücke (mit Rolltreppen und Lifts) dem Empfangsgebäude verbunden. Eine ältere Fußgängerbrücke verbindet alle vier Bahnsteige und ermöglicht einen Zugang vom Südwesten her. Etwa 100 Meter nördlich des Bahnhofs liegt der Busbahnhof. Südwestlich des Bahnhofs schließen sich einige Abstellanlagen für Reisezüge an. Vor dem Empfangsgebäude gibt es eine Straßenbahnhaltestelle, weitere Straßenbahnlinien verkehren von einer Kreuzung etwa 300 Meter nordöstlich des Bahnhofs.
Südlich des Bahnhofs ist ein Bahnbetriebswerk.

## Anbindung

### Regionalverkehr
| Linie | Streckenverlauf | Takt          | Betreiber           |
| ----- | --- | ------------- | ------------------- |
| R     | Poznań Główny – Krzyż – Choszczno – Szczecin Dąbie – Szczecin Główny – Goleniów – Wysoka Kamieńska – Międzyzdroje - Świnoujście - Świnoujście Port | Einzelfahrten | POLREGIO sp. z o.o. |
| R     | (Szczecin Główny – Szczecin Dąbie – Goleniów –) Wysoka Kamieńska – Kamień Pomorski                                                                 | Einzelfahrten | POLREGIO sp. z o.o. |
| R     | Szczecin Główny – Szczecin Dąbie – Goleniów – Port Lotniczy Szczecin Goleniów – Nowogard – Gryfice – Trzebiatów – Kołobrzeg                        | Einzelfahrten | POLREGIO sp. z o.o. |
| R     | Szczecin Główny – Szczecin Dąbie – Stargard – Runowo Pomorskie – Łobez – Świdwin – Białogard – Koszalin – Sławno – Słupsk                          | Einzelfahrten | POLREGIO sp. z o.o. |
| R     | Szczecin Główny – Szczecin Dąbie – Stargard – Runowo Pomorskie – Drawsko Pomorskie – Złocieniec – Szczecinek                                       | Einzelfahrten | POLREGIO sp. z o.o. |
| R     | Szczecin Główny – Szczecin Dąbie – Stargard – Recz Pomorski – Kalisz Pomorski – Wałcz – Piła Główna                                                | Einzelfahrten | POLREGIO sp. z o.o. |
| R     | Szczecin Główny – Szczecin Podjuchy – Gryfino – Chojna – Mieszkowice – Kostrzyn – Rzepin – Czerwieńsk – Zielona Góra Główna                        | Einzelfahrten | POLREGIO sp. z o.o. |
| RE 4  | Lübeck Hbf – Bad Kleinen – Bützow – Güstrow – Neubrandenburg – Pasewalk – Grambow – Szczecin Gumieńce – Szczecin Główny                            | 120 min       | DB Regio Nordost    |
| RE 66 | Berlin Gesundbrunnen – Bernau (bei Berlin) – Eberswalde Hbf – Angermünde – Tantow – Szczecin Gumieńce – Szczecin Główny                            | Einzelfahrten | DB Regio Nordost    |
| RB 66 | Angermünde – Passow (Uckermark) – Tantow – Szczecin Gumieńce – Szczecin Główny                                                                     | Einzelfahrten | DB Regio Nordost    |

### S-Bahn
Es ist geplant, in der Region Stettin ein S-Bahn-ähnliches System („Szczecińska Kolej Metropolitalna“) bis 2023 einzuführen. Dieses wird aus vier Linien mit 118 Kilometern Länge bestehen und die Stadt mit Police, Goleniów, Stargard und Gryfino auf teilweise vorhandenen und teilweise reaktivierten Strecken verbinden. Insbesondere für die zu reaktivierende Strecke nach Police (Pölitz), die im Westen in einem Halbkreis um Stettin führt, besteht starker Bauverzug, der dazu führen kann, dass EU-Zuschüsse zurückgezahlt werden müssen, wenn die Bauarbeiten nicht bis Ende 2023 abgeschlossen werden.

### Stadtverkehr
Der Stadtverkehr in Szczecin wird organisiert durch die ZDiTM (Zarząd Dróg i Transportu Miejskiego w Szczecinie, dt. Straßen- und Stadtverkehrsverwaltung). Es gilt ein einheitlicher Tarif für alle Verkehrsmittel, auch das Brandenburg-Berlin-Ticket sowie das Mecklenburg-Vorpommern-Ticket werden im Stadtverkehr anerkannt.

#### Straßenbahn
| Linie | Streckenverlauf | Takt   | Betreiber                        |
| ----- | --- | ------ | -------------------------------- |
| 3     | (Zajezdnia Pogodno – Rondo Olszewskiego –) Las Arkoński – Wszystkich Świętych – Kołłątaja – Plac Rodła – Plac Żołnierza Polskiego – Brama Portowa – Dworzec Główny – Tama Pomorzańska – Pomorzany | 12 min | Tramwaje Szczecińskie Sp. z o.o. |
| 6     | Gocław – Zajezdnia Golęcin – Robotnicza – Ludowa – Dobromiry – Stocznia Szczecińska – Antosiewicza – Dubois – Wyszyńskiego – Dworcowa – Dworzec Główny – Tama Pomorzańska – Pomorzany             | 12 min | Tramwaje Szczecińskie Sp. z o.o. |

#### Bus
| Linie | Streckenverlauf | Takt                 | Betreiber                                                         |
| ----- | --- | -------------------- | ----------------------------------------------------------------- |
| 61    | Dworzec Główny Owocowa – Brama Portowa – Plac Zwycięstwa – Plac Kościuszki – Piastów – Mieszka I – Rondo Hakena – Krygiera – Podjuchy                                                                                         | 10–20 min            | Szczecińskie Przedsiębiorstwo Autobusowe „Dąbie“ Sp. z o.o.       |
| 70    | Urząd Miasta – Plac Grunwaldzki – Plac Rodła – Starzyńskiego – Urząd Wojewódzki – Wały Chrobrego – Wyszyńskiego – Dworzec Główny (– Tama Pomorzańska – Elektrownia Pomorzany (– Ustowska – Kołbaskowo – Kamieniec / Pargowo)) | 20–70 min            | Przedsiębiorstwo Komunikacji Samochodowej w Szczecinie Sp. z o.o. |
| 75    | Krzekowo – Klonowica Zajezdnia – Osiedle Kaliny – Turzyn Dworzec – Plac Kościuszki – Plac Zwycięstwa – Brama Portowa – Wyszyńskiego – Dworzec Główny                                                                          | 6–15 min             | Szczecińskie Przedsiębiorstwo Autobusowe „Klonowica“ Sp. z o.o.   |
| 87    | Dworzec Główny Owocowa – Brama Portowa – Plac Zwycięstwa – Wojska Polskiego – Plac Szarych Szeregów – Felczaka – Urząd Miasta – Wyzwolenia – Kołłątaja – Krasińskiego – Duńska – Podbórzańska – Podbórz                       | 20 min               | Szczecińskie Przedsiębiorstwo Autobusowe „Klonowica“ Sp. z o.o.   |
| 521   | Krzekowo – Klonowica Zajezdnia – Osiedle Kaliny – Turzyn Dworzec – Plac Kościuszki – Plac Zwycięstwa – Brama Portowa – Wyszyńskiego – Dworzec Główny                                                                          | Einzelfahrten nachts | Szczecińskie Przedsiębiorstwo Autobusowe „Klonowica“ Sp. z o.o.   |
| 526   | Police Zajezdnia – Police Osiedle Chemik – Police Dworzec – Police Wojska Polskiego – Gocław – Wiszesława – Ludowa – Stocznia Szczecińska – Dubois – Wyszyńskiego – Dworzec Główny                                            | Einzelfahrten nachts | Szczecińsko-Polickie Przedsiębiorstwo Komunikacyjne Sp. z o.o.    |
| 527   | (Bezrzecze –) Krzekowo – Klonowica Zajezdnia – Karłowicza – Turzyn – Plac Kościuszk – Plac Zwycięstwa – Brama Portowa – Wyszyńskiego – Dworzec Główny                                                                         | Einzelfahrten nachts | Szczecińskie Przedsiębiorstwo Autobusowe „Klonowica“ Sp. z o.o.   |
| 528   | Gumieńce – Szkoła Salezjańska – Plac Kościuszk – Plac Zwycięstwa – Brama Portowa – Wyszyńskiego – Dworzec Główny – Pomorzany Dobrzyńska                                                                                       | Einzelfahrten nachts | Szczecińskie Przedsiębiorstwo Autobusowe „Klonowica“ Sp. z o.o.   |